# Major League Baseball draft 2015
Il Major League Baseball draft 2015 si è tenuto dall'8 al 10 giugno 2015. L'ordine di scelta era inverso rispetto alla posizione in classifica della stagione 2014. La prima scelta in assoluto è spettata agli Arizona Diamondbacks, che avevano il piazzamento peggiore nel 2014; gli Houston Astros hanno avuto la seconda scelta, come compensazione per non essere riusciti a ingaggiare Brady Aiken, la prima scelta in assoluto del draft del 2014.
I New York Mets abbandonarono la loro scelta nel primo turno (la 15ª sul totale) per ingaggiare Michael Cuddyer, permettendo ai Colorado Rockies di avere una scelta supplementare. I Toronto Blue Jays persero il turno di scelta per aver ingaggiato Russell Martin, dando una scelta compensativa ai Pittsburgh Pirates. I Boston Red Sox abbandonarono la loro scelta del secondo e del terzo giro (la scelta del primo round era protetta) per ingaggiare Pablo Sandoval e Hanley Ramírez. I San Francisco Giants e i Los Angeles Dodgers ricevettero delle scelte supplementari.
Dean Kremer diventò il primo israeliano scelto in un draft MLB, quando venne selezionato nel 39º giro dai San Diego Padres.

## Scelte del primo giro
| Il giocatore non ha firmato un contratto |

| Scelta | Giocatore          | Squadra               | Posizione             |
| ------ | ------------------ | --------------------- | --------------------- |
| 1      | Dansby Swanson     | Arizona Diamondbacks  | Interbase             |
| 2      | Alex Bregman       | Houston Astros        | Interbase             |
| 3      | Brendan Rodgers    | Colorado Rockies      | Interbase             |
| 4      | Dillon Tate        | Texas Rangers         | Lanciatore destrimano |
| 5      | Kyle Tucker        | Houston Astros        | Esterno               |
| 6      | Tyler Jay          | Minnesota Twins       | Lanciatore mancino    |
| 7      | Andrew Benintendi  | Boston Red Sox        | Esterno               |
| 8      | Carson Fulmer      | Chicago White Sox     | Lanciatore destrimano |
| 9      | Ian Happ           | Chicago Cubs          | Esterno               |
| 10     | Cornelius Randolph | Philadelphia Phillies | Interbase             |
| 11     | Tyler Stephenson   | Cincinnati Reds       | Ricevitore            |
| 12     | Josh Naylor        | Miami Marlins         | Prima base            |
| 13     | Garrett Whitley    | Tampa Bay Rays        | Esterno               |
| 14     | Kolby Allard       | Atlanta Braves        | Lanciatore mancino    |
| 15     | Trent Clark        | Milwaukee Brewers     | Esterno               |
| 16     | James Kaprielian   | New York Yankees      | Lanciatore destrimano |
| 17     | Brady Aiken        | Cleveland Indians     | Lanciatore mancino    |
| 18     | Phil Bickford      | San Francisco Giants  | Lanciatore destrimano |
| 19     | Kevin Newman       | Pittsburgh Pirates    | Interbase             |
| 20     | Richie Martin      | Oakland Athletics     | Interbase             |
| 21     | Ashe Russell       | Kansas City Royals    | Lanciatore destrimano |
| 22     | Beau Burrows       | Detroit Tigers        | Lanciatore destrimano |
| 23     | Nick Plummer       | St. Louis Cardinals   | Esterno               |
| 24     | Walker Buehler     | Los Angeles Dodgers   | Lanciatore destrimano |
| 25     | D. J. Stewart      | Baltimore Orioles     | Esterno               |
| 26     | Taylor Ward        | Los Angeles Angels    | Ricevitore            |

### Giro compensativo
| Scelta | Giocatore        | Squadra              | Posizione             |
| ------ | ---------------- | -------------------- | --------------------- |
| 27     | Mike Nikorak     | Colorado Rockies     | Lanciatore destrimano |
| 28     | Mike Soroka      | Atlanta Braves       | Lanciatore destrimano |
| 29     | Jon Harris       | Toronto Blue Jays    | Lanciatore destrimano |
| 30     | Kyle Holder      | New York Yankees     | Interbase             |
| 31     | Chris Shaw       | San Francisco Giants | Prima base            |
| 32     | Ke'Bryan Hayes   | Pittsburgh Pirates   | Terza base            |
| 33     | Nolan Watson     | Kansas City Royals   | Lanciatore destrimano |
| 34     | Christin Stewart | Detroit Tigers       | Esterno               |
| 35     | Kyle Funkhouser  | Los Angeles Dodgers  | Lanciatore destrimano |
| 36     | Ryan Mountcastle | Baltimore Orioles    | Interbase             |

### Giro di bilanciamento competitivo A
| Scelta | Giocatore        | Squadra             | Posizione             |
| ------ | ---------------- | ------------------- | --------------------- |
| 37     | Daz Cameron      | Houston Astros      | Esterno               |
| 38     | Tyler Nevin      | Colorado Rockies    | Terza base            |
| 39     | Jake Woodford    | St. Louis Cardinals | Lanciatore destrimano |
| 40     | Nathan Kirby     | Milwaukee Brewers   | Lanciatore mancino    |
| 41     | Austin Riley     | Atlanta Braves      | Terza base            |
| 42     | Triston McKenzie | Cleveland Indians   | Lanciatore destrimano |

## Altre scelte degne di nota
| Round | Scelta | Giocatore        | Squadra               | Posizione             |
| ----- | ------ | ---------------- | --------------------- | --------------------- |
| 2     | 40     | Alex Young       | Arizona Diamondbacks  | Lanciatore mancino    |
| 2     | 46     | Tom Eshelman     | Houston Astros        | Lanciatore destrimano |
| 2     | 47     | Donnie Dewees    | Chicago Cubs          | Esterno               |
| 2     | 48     | Scott Kingery    | Philadelphia Phillies | Interno               |
| 2     | 52     | Chris Betts      | Tampa Bay Rays        | Ricevitore            |
| 2     | 53     | Desmond Lindsay  | New York Mets         | Esterno               |
| 2     | 55     | Cody Ponce       | Milwaukee Brewers     | Lanciatore destrimano |
| 2     | 57     | Jeff Degano      | New York Yankees      | Lanciatore mancino    |
| 2     | 61     | Andrew Suarez    | San Francisco Giants  | Lanciatore mancino    |
| 2     | 73     | Kyle Cody        | Minnesota Twins       | Lanciatore destrimano |
| 3     | 74     | Josh Sborz       | Los Angeles Dodgers   | Lanciatore destrimano |
| 3     | 76     | Taylor Clarke    | Arizona Diamondbacks  | Lanciatore destrimano |
| 3     | 78     | Michael Matuella | Texas Rangers         | Lanciatore destrimano |
| 3     | 79     | Riley Ferrell    | Houston Astros        | Lanciatore destrimano |
| 3     | 84     | Blake Trahan     | Cincinnati Reds       | Interbase             |
| 3     | 86     | Jacob Nix        | San Diego Padres      | Lanciatore destrimano |
| 3     | 100    | Harrison Bader   | St. Louis Cardinals   | Esterno               |
| 3     | 100    | Philip Pfeifer   | Los Angeles Dodgers   | Lanciatore            |
| 4     | 111    | Tate Matheny     | Boston Red Sox        | Esterno               |
| 4     | 114    | Kyle Martin      | Philadelphia Phillies | Prima base            |
| 4     | 119    | David Thompson   | New York Mets         | Terza base            |
| 4     | 121    | Demi Orimoloye   | Milwaukee Brewers     | Esterno               |
| 4     | 126    | Mac Marshall     | San Francisco Giants  | Lanciatore mancino    |
| 4     | 132    | Willie Calhoun   | Los Angeles Dodgers   | Seconda base          |
| 6     | 173    | David Berg       | Chicago Cubs          | Lanciatore destrimano |
| 7     | 201    | Ben Taylor       | Boston Red Sox        | Lanciatore destrimano |
| 8     | 229    | Garrett Stubbs   | Houston Astros        | Ricevitore            |
| 8     | 254    | Koda Glover      | Washington Nationals  | Lanciatore            |
| 9     | 260    | LaMonte Wade     | Minnesota Twins       | Esterno               |
| 9     | 272    | Vince Conde      | New York Yankees      | Interbase             |
| 14    | 430    | A. J. Simcox     | Detroit Tigers        | Interbase             |
| 29    | 871    | Donny Everett    | Milwaukee Brewers     | Lanciatore destrimano |
| 37    | 1099   | Luken Baker      | Houston Astros        | Lanciatore destrimano |

### Annotazioni
Scelte compensative
1. ↑  Scelta di compensazione per non essere riusciti a ingaggiare Brady Aiken nel draft del 2014.
2. ↑  Scelta di compensazione dopo la firma di Michael Cuddyer con i New York Mets
3. ↑  Scelta di compensazione dopo la firma di Ervin Santana con i Minnesota Twins
4. ↑  Scelta di compensazione dopo la firma di Melky Cabrera con i Chicago White Sox
5. ↑  Scelta di compensazione dopo la firma di David Robertson con i Chicago White Sox
6. ↑  Scelta di compensazione dopo la firma di Pablo Sandoval con i Boston Red Sox
7. ↑  Scelta di compensazione dopo la firma di Russell Martin con i Toronto Blue Jays
8. ↑  Scelta di compensazione dopo la firma di James Shields con i San Diego Padres
9. ↑  Scelta di compensazione dopo la firma di Max Scherzer con i Washington Nationals
10. ↑  Scelta di compensazione dopo la firma di Hanley Ramírez con i Boston Red Sox
11. ↑  Scelta di compensazione dopo la firma di Nelson Cruz con i Seattle Mariners

Scambi
1. ↑  Gli Astros acquisirono la 37ª scelta dai Miami Marlins assieme a Jake Marisnick, Colin Moran, e Francis Martes per Jarred Cosart, Enrique Hernández, e Austin Wates.
(EN) Astros ship Jarred Cosart to Marlins in 6-player deal, su Houston Chronicle, 31 luglio 2014. URL consultato il 25 settembre 2014.
2. ↑  I Braves acquisirono la 41ª scelta dai San Diego Padres assieme a Carlos Quentin, Cameron Maybin, Matt Wisler e Jordan Paroubeck in cambio di Craig Kimbrel e Melvin Upton, Jr.
(EN) David O'Brien, Braves deal Kimbrel, Upton to Padres, in Atlanta Journal Constitution, 5 aprile 2015. URL consultato il 5 aprile 2015 (archiviato dall'url originale il 6 aprile 2015).
3. ↑  I Dodgers acquisirono la 74ª scelta, Ryan Webb e Brian Ward dai Baltimore Orioles in cambio di Ben Rowen e Chris O'Brien.
(EN) Steve Dilbeck, Dodgers pick up reliever Ryan Webb from the Orioles, in Los Angeles Times, 9 aprile 2015. URL consultato il 14 aprile 2015.